# Argir
Argir (in danese Arge) è un villaggio delle Isole Fær Øer compreso nel comune di Tórshavn sull'isola di Streymoy.
Il nome Argir probabilmente deriva dal vocabolo irlandese antico airge, il cui significato è quello di "pascolo estivo", elemento comune a molti altri villaggi con lo stesso nome presenti nell'arcipelago. È stato un villaggio autonomo sino al 1997, quando l'espansione urbanistica della capitale, Tórshavn, ha fatto sì che Argir si unisse ad essa. Questo portò ad un significativo aumento della popolazione, anche grazie alla sua privilegiata posizione panoramica sul mare e sulla capitale.

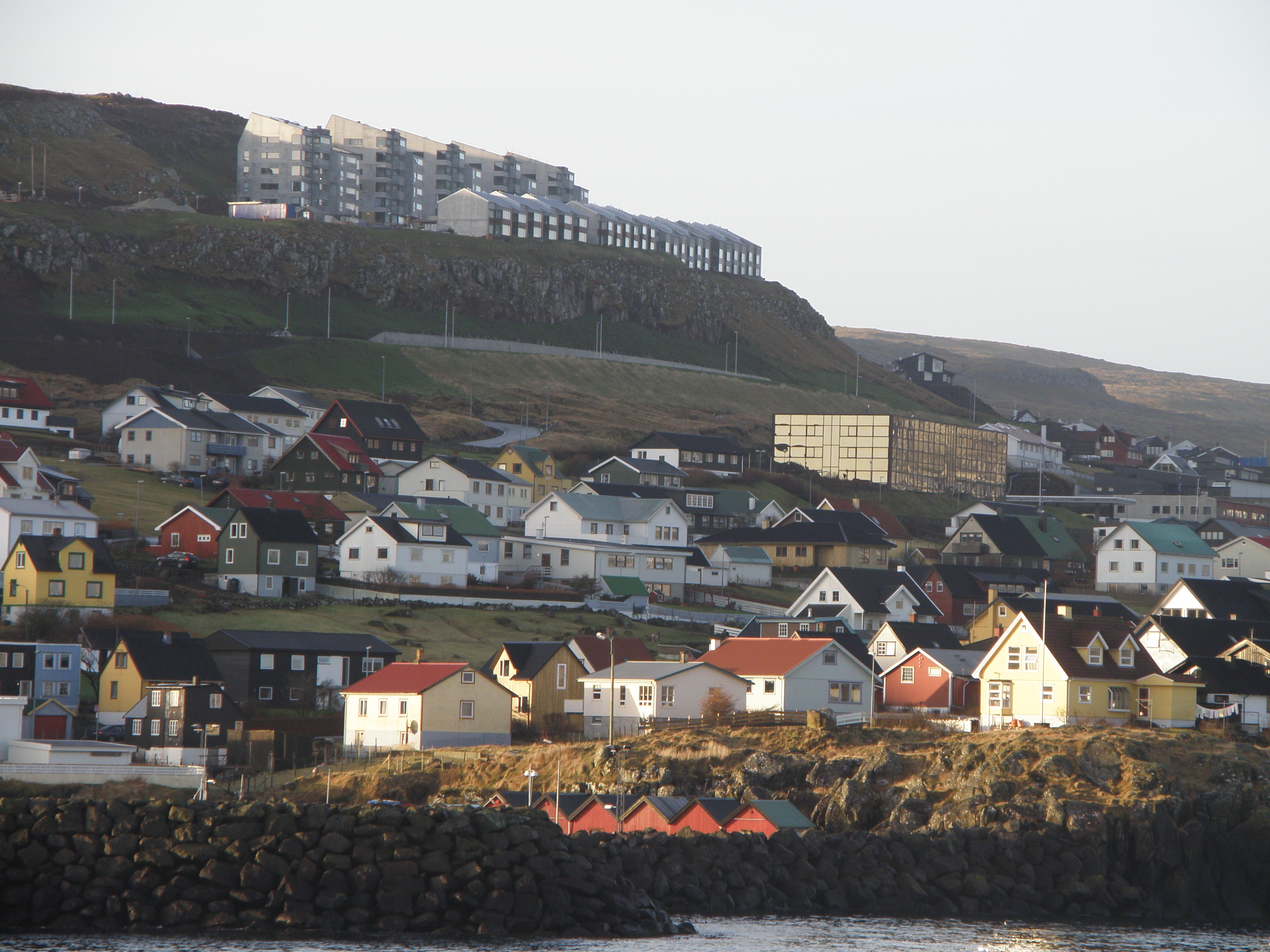
il villaggio di Argir.

## Storia
Dal XVI secolo fino al 1750, ad Argir fu presente un lebbrosario, che accoglieva anche alcuni indigenti. A seguito della chiusura, la struttura fu trasformata in un 
ospizio di mendicità.
Nel villaggio è presente un piccolo porto, con relativa rimessa, ed una chiesa, costruita nel 1974. 

## Sport
Nel villaggio ha sede la società calcistica Argja Bóltfelag, che gioca le sue partite nello stadio locale, la Skansi Arena, costruita nel 1983. Vi è inoltre una squadra di canottaggio chiamata Argja Róðrarfelag.